# Vyškovec
Vyškovec är en ort i Tjeckien.   Den ligger i distriktet Okres Uherské Hradiště och regionen Zlín, i den östra delen av landet, 280 km sydost om huvudstaden Prag. Vyškovec ligger 445 meter över havet och antalet invånare är 164.
Terrängen runt Vyškovec är lite kuperad. Runt Vyškovec är det ganska tätbefolkat, med 72 invånare per kvadratkilometer. Närmaste större samhälle är Uherský Brod, 17,7 km nordväst om Vyškovec. Trakten runt Vyškovec består till största delen av jordbruksmark.